# Canyon Creek (Bering River)
Der Canyon Creek (Canyon Creek, englisch für „Schlucht-Bach“) ist ein 18 Kilometer langer rechter Nebenfluss des Bering Rivers im zentralen Süden des US-Bundesstaats Alaska.

## Verlauf
Der Canyon Creek entwässert den Martin-River-Gletscher an dessen Südrand auf einer Höhe von etwa 400 m. Er fließt in südlicher Richtung durch die Chugach Mountains. Der Fluss wird von zwei Höhenrücken flankiert, die ihn im Westen vom Kushtaka Lake sowie im Osten vom Berg Lake trennen. Der Canyon Creek trifft schließlich auf den weitgehend trocken gefallenen Oberlauf des Bering River. Dieser fließt weiter in südsüdwestlicher Richtung zum Golf von Alaska.